# Pseudodontornis
Pseudodontornis — викопний рід морських птахів вимерлої родини костезубих (Pelagornithidae), що існував у пізньому палеоцені та ранньому еоцені (57 — 41 млн років тому). Викопні рештки представників роду знайдені у США (Південна Кароліна, Каліфорнія, Орегон), Англії (острів Шеппі) і, можливо, в Новій Зеландії.